# Bergues
Bergues – miejscowość i gmina we Francji, w regionie Hauts-de-France, w departamencie Nord.
Według danych na rok 2006 gminę zamieszkiwało 3959 osób, a gęstość zaludnienia wynosiła 2299 osób/km². Wśród 1549 gmin regionu Nord-Pas-de-Calais Bergues plasuje się na 930. miejscu pod względem powierzchni.

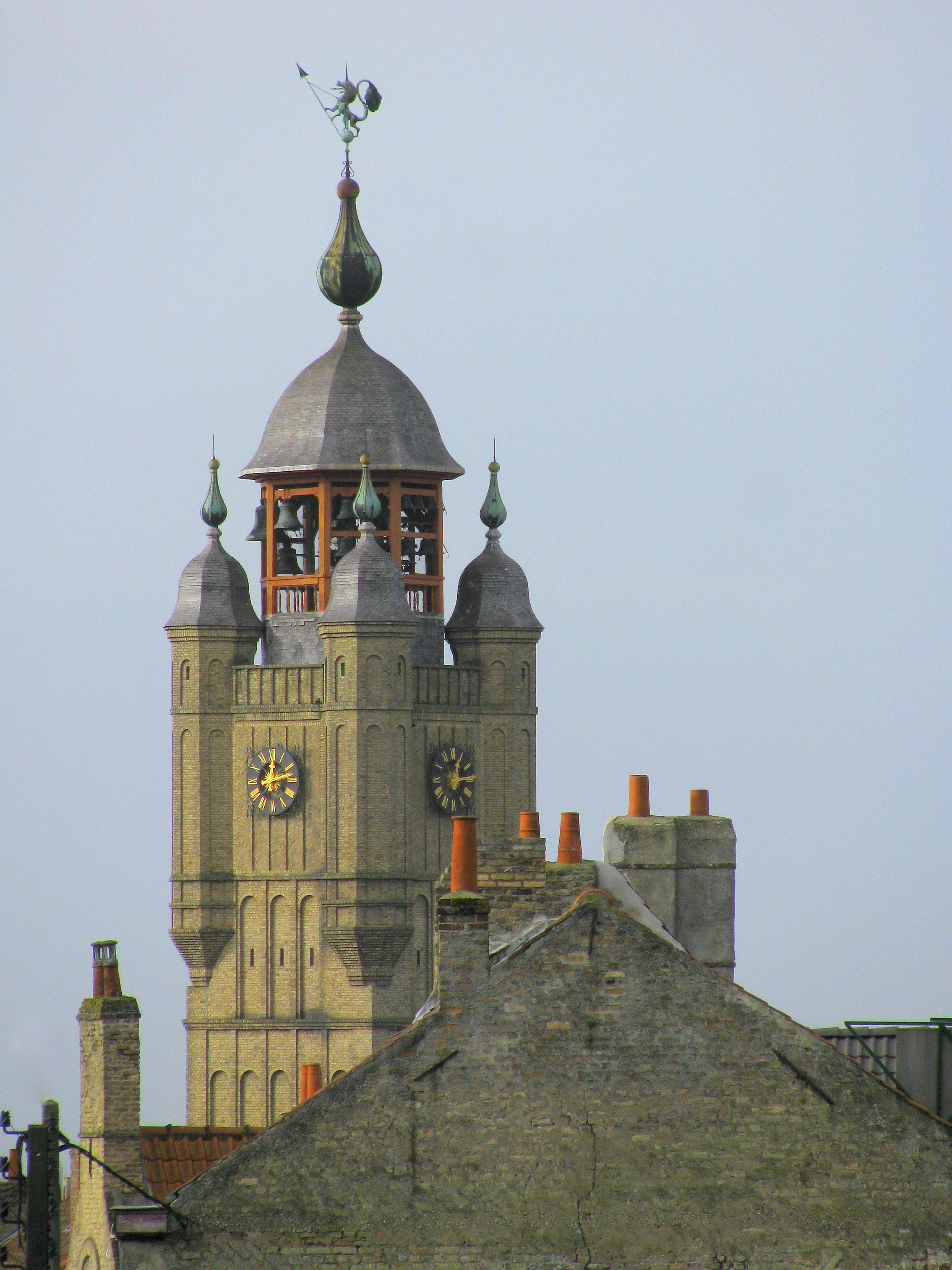
Beffroi w Bergues

## Bergues w filmie
W 2008 roku miasto Bergues stało się słynne w całej Francji dzięki filmowi „Jeszcze dalej niż Północ” („Bienvenue chez les Ch’tis”) Dany’ego Boona. Film opowiada historię dyrektora poczty, który zostaje dyscyplinarnie przeniesiony z Prowansji na północ Francji. 

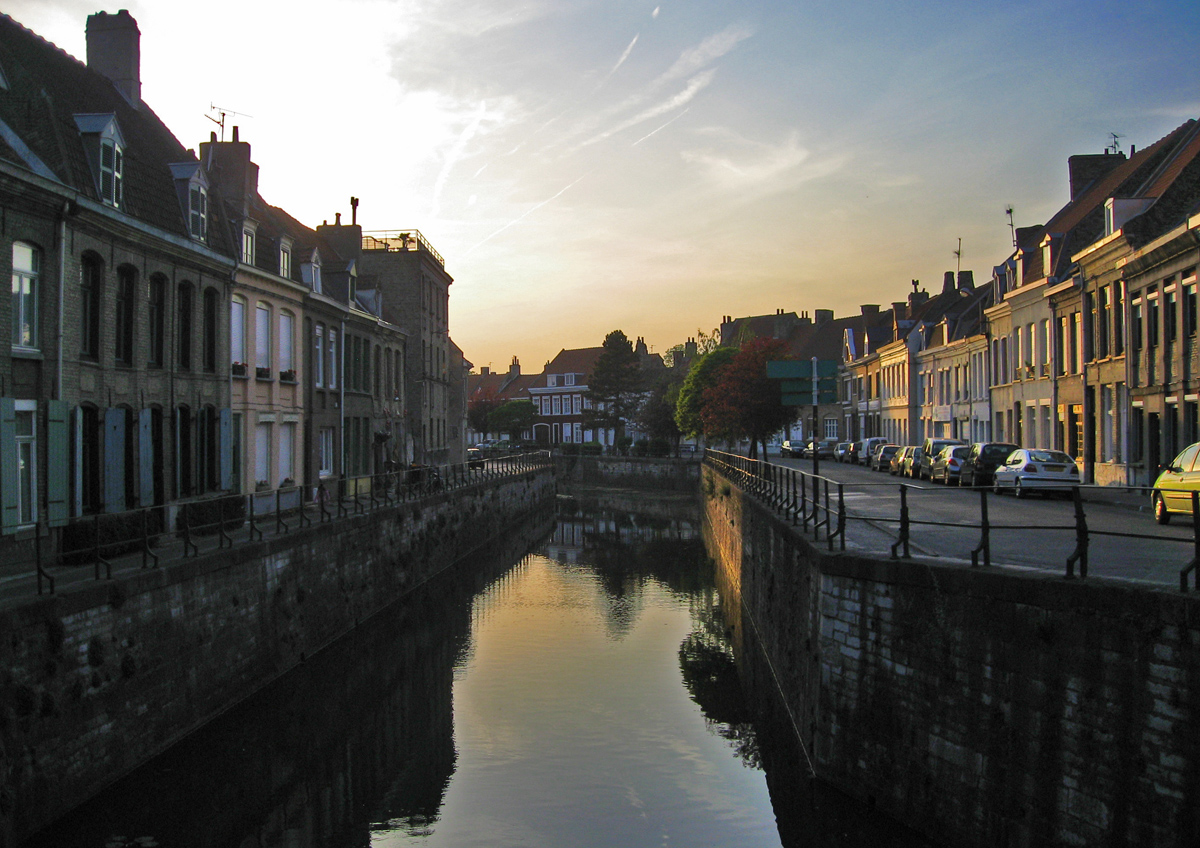
Kanał w Bergues